# ATP-toernooi van Rotterdam
Het ATP-toernooi van Rotterdam (officieel het ABN AMRO Open) (soms Rotterdam Open) is een jaarlijks terugkerend tennistoernooi voor mannen dat in februari wordt georganiseerd in de Rotterdam Ahoy. In 2025 werd het toernooi voor de tweeënvijftigste keer gespeeld.

## Geschiedenis
Het indoor toernooi wordt georganiseerd sinds 1972, maar werd niet in 1973 gehouden. Vanaf 1974 is de huidige hoofdsponsor aan het toernooi gekoppeld. Er wordt gespeeld op hardcourt. In de beginfase maakte het toernooi onderdeel uit van de WCT-Series (World Championship of Tennis), de voorloper van de ATP World Tour. Het toernooi maakt nu deel uit van de ATP-kalender en is ingeschaald in de categorie ATP Tour 500 series. Daarmee is dit toernooi het sterkste ATP-toernooi dat in Nederland wordt gehouden. Het toernooi wordt normaal gesproken in februari gespeeld, maar in 2021 werd het toernooi verplaatst naar maart vanwege de coronapandemie die in 2020 uitbrak. Hierdoor startte het tennisseizoen dit jaar in februari in plaats van in januari en werd de Australian Open ook een maand later gespeeld. Het toernooi werd dat jaar bovendien zonder publiek gespeeld.

### Ontwikkeling
Het toernooi is in de loop der jaren enorm gegroeid. Ter vergelijking: in 1974 bezochten 46.000 mensen het toernooi, in 2012 kwamen er 115.894 bezoekers. De groei uit zich uiteraard niet alleen in de toeschouwersaantallen, maar ook in het prijzengeld. Moest Arthur Ashe (Verenigde Staten) het in de jaren 70 nog nemen met een bedrag van USD 12.000, tegenwoordig krijgt de winnaar EUR 401.580. Arthur Ashe won het toernooi driemaal (1972, 1975 en 1976) en had daarmee lang het recordaantal overwinningen voor dit toernooi in handen, tot de Zwitser Roger Federer in 2018 eveneens een derde titel in het enkelspel won en mede-recordhouder werd. Federer heeft ook tweemaal het dubbelspel gewonnen.

### Toernooidirecteur
Peter Bonthuis was de eerste directeur van het toernooi tot en met 1983. Vanaf 1984 was Wim Buitendijk toernooidirecteur. Eind 2001 besloot de directie van Ahoy' met ingang van 2004 Richard Krajicek als nieuwe toernooidirecteur aan te stellen. In het najaar van 2002 werd Buitendijk ongeneeslijk ziek en hij overleed op 9 december 2002. Tijdens het toernooi van 2003 was Stanley Franker interim-directeur. Sinds 2004 is Krajicek de toernooidirecteur.
Esther Vergeer is sinds 2009 de toernooidirecteur van het ABN AMRO rolstoeltennis Open, dat toen werd geïntroduceerd.

## Telling
Het enkelspel wordt gespeeld om twee gewonnen sets, bij 6-6 in games aan het einde van de set wordt er een tiebreak gespeeld.

## Sponsor
De officiële naam van het toernooi was sinds 1991 ABN AMRO World Tennis Tournament. De ABN AMRO maakt het toernooi, als belangrijkste sponsor, mogelijk. Als ABN (Algemene Bank Nederland) was de bank al hoofdsponsor vanaf de tweede editie in 1974. Op 24 juni 2022 werd bekend dat het toernooi bij de volgende editie, in 2023, een nieuwe naam zou dragen: ABN AMRO Open. De bank startte in 2023 een steunactie voor hulp aan de door de inval van Rusland getroffen mensen in Oekraïne maar heeft zich niet uitgesproken over de individuele deelname van Russische tennissers hoewel de tennisbonden Rusland weren van internationale toernooien.

## Media
De organisatie van Rotterdam heeft voor de televisiedistributie een deal gesloten met het Zweedse sportagentschap IEC.

## Winnaars
De Nederlanders Tom Okker (1974), Richard Krajicek (1995, 1997) en Jan Siemerink (1998) hebben het toernooi gewonnen. Voor Okker was er een finaleplaats in 1972 en 1975, zo ook voor Paul Haarhuis in 1995 en Raemon Sluiter in 2003 en voor de Belgen Christophe Rochus in 2006 en David Goffin in 2017. Verder kende het toernooi legendarische winnaars als Arthur Ashe (3x), Jimmy Connors (2x), Björn Borg, Guillermo Vilas, Stefan Edberg (2x), Roger Federer (3x), Boris Becker en Andy Murray.

### Enkelspel
| Datum      | Naam                             | Categorie     | ($/€)         | Deeln.        | Ondergrond        | Winnaar                     | Finalist                    | Uitslag             | Details       |
| ---------- | -------------------------------- | ------------- | ------------- | ------------- | ----------------- | --------------------------- | --------------------------- | ------------------- | ------------- |
| 20-11-1972 | Rotterdam Indoors                |               | $ 50.000      | 29H           | Tapijt, indoor    | Arthur Ashe (1)             | Tom Okker                   | 3-6, 6-2, 6-1       | Details       |
| 1973       | Geen toernooi                    | Geen toernooi | Geen toernooi | Geen toernooi | Geen toernooi     | Geen toernooi               | Geen toernooi               | Geen toernooi       | Geen toernooi |
| 25-03-1974 | ABN World Tennis Tournament      |               | $ 50.000      | 29H           | Tapijt, indoor    | Tom Okker                   | Tom Gorman                  | 4-6, 7-6(2), 6-1    | Details       |
| 24-02-1975 | ABN World Tennis Tournament      |               | $ 60.000      | 32H           | Tapijt, indoor    | Arthur Ashe (2)             | Tom Okker                   | 3-6, 6-2, 6-4       | Details       |
| 23-02-1976 | ABN World Tennis Tournament      |               | $ 64.000      | 16H           | Tapijt, indoor    | Arthur Ashe (3)             | Bob Lutz                    | 6-3, 6-3            | Details       |
| 21-03-1977 | ABN World Tennis Tournament      |               | $ 100.000     | 16H           | Tapijt, indoor    | Dick Stockton               | Ilie Năstase                | 2-6, 6-3, 6-3       | Details       |
| 03-04-1978 | ABN World Tennis Tournament      |               | $ 175.000     | 32H           | Tapijt, indoor    | Jimmy Connors (1)           | Raúl Ramírez                | 7-5, 7-5            | Details       |
| 02-04-1979 | ABN World Tennis Tournament      |               | $ 175.000     | 32H           | Tapijt, indoor    | Björn Borg                  | John McEnroe                | 6-4, 6-2            | Details       |
| 10-03-1980 | ABN World Tennis Tournament      |               | $ 175.000     | 32H           | Tapijt, indoor    | Heinz Günthardt             | Gene Mayer                  | 6-2, 6-4            | Details       |
| 16-03-1981 | ABN World Tennis Tournament      |               | $ 175.000     | 32H/16Q       | Tapijt, indoor    | Jimmy Connors (2)           | Gene Mayer                  | 6-1, 2-6, 6-2       | Details       |
| 15-03-1982 | ABN World Tennis Tournament      |               | $ 250.000     | 32H/16Q       | Tapijt, indoor    | Guillermo Vilas             | Jimmy Connors               | 0-6, 6-2, 6-4       | Details       |
| 14-03-1983 | ABN World Tennis Tournament      |               | $ 250.000     | 32H/16Q       | Tapijt, indoor    | Gene Mayer                  | Guillermo Vilas             | 6-1, 7-6            | Details       |
| 12-03-1984 | ABN World Tennis Tournament      |               | $ 250.000     | 32H/16Q       | Tapijt, indoor    | Ivan Lendl en Jimmy Connors | Ivan Lendl en Jimmy Connors | 6-1, 1-0a           | Details       |
| 18-03-1985 | ABN World Tennis Tournament      |               | $ 250.000     | 32H           | Tapijt, indoor    | Miloslav Mečíř              | Jakob Hlasek                | 6-1, 6-2            | Details       |
| 24-03-1986 | ABN World Tennis Tournament      |               | $ 250.000     | 32H           | Tapijt, indoor    | Joakim Nyström              | Anders Järryd               | 6-0, 6-3            | Details       |
| 16-03-1987 | ABN World Tennis Tournament      |               | $ 250.000     | 32H           | Tapijt, indoor    | Stefan Edberg (1)           | John McEnroe                | 3-6, 6-3, 6-1       | Details       |
| 08-02-1988 | ABN World Tennis Tournament      |               | $ 325.000     | 32H           | Tapijt, indoor    | Stefan Edberg (2)           | Miloslav Mečíř              | 7-6, 6-2            | Details       |
| 06-02-1989 | ABN World Tennis Tournament      |               | $ 325.000     | 32H           | Tapijt, indoor    | Jakob Hlasek                | Anders Järryd               | 6-1, 7-5            | Details       |
| 26-02-1990 | ABN World Tennis Tournament      | World Series  | $ 450.000     | 32H/16Q       | Tapijt, indoor    | Brad Gilbert                | Jonas Svensson              | 6-1, 6-3            | Details       |
| 25-02-1991 | ABN AMRO World Tennis Tournament | World Series  | $ 450.000     | 32H/16Q       | Tapijt, indoor    | Omar Camporese              | Ivan Lendl                  | 3-6, 7-6(4), 7-6(4) | Details       |
| 24-02-1992 | ABN AMRO World Tennis Tournament | World Series  | $ 475.000     | 32H/16Q       | Tapijt, indoor    | Boris Becker                | Aleksandr Volkov            | 7-6(9), 4-6, 6-2    | Details       |
| 22-02-1993 | ABN AMRO World Tennis Tournament | World Series  | $ 575.000     | 32H/16Q       | Tapijt, indoor    | Anders Järryd               | Karel Nováček               | 6-3, 7-5            | Details       |
| 21-02-1994 | ABN AMRO World Tennis Tournament | World Series  | $ 575.000     | 32H/16Q       | Tapijt, indoor    | Michael Stich               | Wayne Ferreira              | 4-6, 6-3, 6-0       | Details       |
| 27-02-1995 | ABN AMRO World Tennis Tournament | World Series  | $ 575.000     | 32H/16Q       | Tapijt, indoor    | Richard Krajicek (1)        | Paul Haarhuis               | 7-6(5), 6-4         | Details       |
| 04-03-1996 | ABN AMRO World Tennis Tournament | World Series  | $ 725.000     | 32H/16Q       | Tapijt, indoor    | Goran Ivanišević            | Jevgeni Kafelnikov          | 6-4, 3-6, 6-3       | Details       |
| 03-03-1997 | ABN AMRO World Tennis Tournament | World Series  | $ 725.000     | 32H/16Q       | Tapijt, indoor    | Richard Krajicek (2)        | Daniel Vacek                | 7-6(4), 7-6(5)      | Details       |
| 02-03-1998 | ABN AMRO World Tennis Tournament | Int. Series   | $ 725.000     | 32H/16Q       | Tapijt, indoor    | Jan Siemerink               | Thomas Johansson            | 7-6(2), 6-2         | Details       |
| 15-02-1999 | ABN AMRO World Tennis Tournament | Series Gold   | $ 725.000     | 32H/16Q       | Tapijt, indoor    | Jevgeni Kafelnikov          | Tim Henman                  | 6-2, 7-6(3)         | Details       |
| 14-02-2000 | ABN AMRO World Tennis Tournament | Series Gold   | $ 750.000     | 32H/16Q       | Hardcourt, indoor | Cédric Pioline              | Tim Henman                  | 6-7(3), 6-4, 7-6(4) | Details       |
| 19-02-2001 | ABN AMRO World Tennis Tournament | Series Gold   | $ 750.000     | 32H/16Q       | Hardcourt, indoor | Nicolas Escudé (1)          | Roger Federer               | 7-5, 3-6, 7-6(5)    | Details       |
| 18-02-2002 | ABN AMRO World Tennis Tournament | Series Gold   | $ 713.000     | 32H/16Q       | Hardcourt, indoor | Nicolas Escudé (2)          | Tim Henman                  | 3-6, 7-6(7), 6-4    | Details       |
| 17-02-2003 | ABN AMRO World Tennis Tournament | Series Gold   | $ 800.000     | 32H/16Q       | Hardcourt, indoor | Maks Mirni                  | Raemon Sluiter              | 7-6(3), 6-4         | Details       |
| 16-02-2004 | ABN AMRO World Tennis Tournament | Series Gold   | $ 850.505     | 32H/16Q       | Hardcourt, indoor | Lleyton Hewitt              | Juan Carlos Ferrero         | 6-7(1), 7-5, 6-4    | Details       |
| 14-02-2005 | ABN AMRO World Tennis Tournament | Series Gold   | $ 900.000     | 32H/16Q       | Hardcourt, indoor | Roger Federer (1)           | Ivan Ljubičić               | 5-7, 7-5, 7-6(5)    | Details       |
| 20-02-2006 | ABN AMRO World Tennis Tournament | Series Gold   | $ 900.000     | 32H/16Q       | Hardcourt, indoor | Radek Štěpánek              | Christophe Rochus           | 6-0, 6-3            | Details       |
| 19-02-2007 | ABN AMRO World Tennis Tournament | Series Gold   | $ 900.000     | 32H/16Q       | Hardcourt, indoor | Michail Joezjny             | Ivan Ljubičić               | 6-2, 6-4            | Details       |
| 18-02-2008 | ABN AMRO World Tennis Tournament | Series Gold   | € 803.000     | 32H/16Q       | Hardcourt, indoor | Michaël Llodra              | Robin Söderling             | 6-7, 6-3, 7-6       | Details       |
| 09-02-2009 | ABN AMRO World Tennis Tournament | ATP 500       | € 1.150.000   | 32H/16Q       | Hardcourt, indoor | Andy Murray                 | Rafael Nadal                | 6-3, 4-6, 6-0       | Details       |
| 08-02-2010 | ABN AMRO World Tennis Tournament | ATP 500       | € 1.150.000   | 32H/16Q       | Hardcourt, indoor | Robin Söderling (1)         | Michail Joezjny             | 6-4, 2-0, opgave    | Details       |
| 07-02-2011 | ABN AMRO World Tennis Tournament | ATP 500       | € 1.150.000   | 32H/16Q       | Hardcourt, indoor | Robin Söderling (2)         | Jo-Wilfried Tsonga          | 6-3, 3-6, 6-3       | Details       |
| 13-02-2012 | ABN AMRO World Tennis Tournament | ATP 500       | € 1.207.500   | 32H/16Q       | Hardcourt, indoor | Roger Federer (2)           | Juan Martín del Potro       | 6-1, 6-4            | Details       |
| 11-02-2013 | ABN AMRO World Tennis Tournament | ATP 500       | € 1.267.875   | 32H/16Q       | Hardcourt, indoor | Juan Martín del Potro       | Julien Benneteau            | 7-6(2), 6-3         | Details       |
| 10-02-2014 | ABN AMRO World Tennis Tournament | ATP 500       | € 1.369.305   | 32H/16Q       | Hardcourt, indoor | Tomáš Berdych               | Marin Čilić                 | 6-4, 6-2            | Details       |
| 09-02-2015 | ABN AMRO World Tennis Tournament | ATP 500       | € 1.478.850   | 32H/16Q       | Hardcourt, indoor | Stanislas Wawrinka          | Tomáš Berdych               | 4-6, 6-3, 6-4       | Details       |
| 08-02-2016 | ABN AMRO World Tennis Tournament | ATP 500       | € 1.597.155   | 32H/16Q       | Hardcourt, indoor | Martin Kližan               | Gaël Monfils                | 6-7(1), 6-3, 6-1    | Details       |
| 13-02-2017 | ABN AMRO World Tennis Tournament | ATP 500       | € 1.724.930   | 32H/16Q       | Hardcourt, indoor | Jo-Wilfried Tsonga          | David Goffin                | 4-6, 6-4, 6-1       | Details       |
| 18-02-2018 | ABN AMRO World Tennis Tournament | ATP 500       | € 1.862.925   | 32H/16Q       | Hardcourt, indoor | Roger Federer (3)           | Grigor Dimitrov             | 6-2, 6-2            | Details       |
| 17-02-2019 | ABN AMRO World Tennis Tournament | ATP 500       | € 1.961.160   | 32H/15Q       | Hardcourt, indoor | Gaël Monfils (1)            | Stanislas Wawrinka          | 6-3, 2-6, 6-1       | Details       |
| 16-02-2020 | ABN AMRO World Tennis Tournament | ATP 500       | € 2.013.855   | 32H/15Q       | Hardcourt, indoor | Gaël Monfils (2)            | Félix Auger-Aliassime       | 6-2, 6-4            | Details       |
| 07-03-2021 | ABN AMRO World Tennis Tournament | ATP 500       | € 1.117.900   | 32H/16Q       | Hardcourt, indoor | Andrej Roebljov             | Márton Fucsovics            | 7-6(4), 6-4         | Details       |
| 13-02-2022 | ABN AMRO World Tennis Tournament | ATP 500       | € 1.208.315   | 32H/16Q       | Hardcourt, indoor | Félix Auger-Aliassime       | Stéfanos Tsitsipás          | 6-4, 6-2            | Details       |
| 19-02-2023 | ABN AMRO Open                    | ATP 500       | € 2.074.505   | 32H/16Q       | Hardcourt, indoor | Daniil Medvedev             | Jannik Sinner               | 5-7, 6-2, 6-2       | Details       |
| 18-02-2024 | ABN AMRO Open                    | ATP 500       | € 2.134.985   | 32H/16Q       | Hardcourt, indoor | Jannik Sinner               | Alex de Minaur              | 7-5, 6-4            | Details       |
| 09-02-2025 | ABN AMRO Open                    | ATP 500       | €2.401.550    | 32H/16Q       | Hardcourt, indoor | Carlos Alcaraz              | Alex de Minaur              | 6-4, 3-6, 6-2       | Details       |

a Bij een stand van 6-1, 1-0 afgebroken na een bommelding. Er werd geen winnaar uitgeroepen.

### Dubbelspel
| Datum      | Naam                             | Categorie     | ($/€)         | Teams         | Ondergrond        | Winnaars                                    | Finalisten                            | Uitslag              | Details       |
| ---------- | -------------------------------- | ------------- | ------------- | ------------- | ----------------- | ------------------------------------------- | ------------------------------------- | -------------------- | ------------- |
| 20-11-1972 | Rotterdam Indoors                |               | $ 50.000      | 14            | Tapijt, indoor    | Roy Emerson John Newcombe                   | Arthur Ashe Bob Lutz                  | 6-2, 6-3             | Details       |
| 1973       | Geen toernooi                    | Geen toernooi | Geen toernooi | Geen toernooi | Geen toernooi     | Geen toernooi                               | Geen toernooi                         | Geen toernooi        | Geen toernooi |
| 25-03-1974 | ABN World Tennis Tournament      |               | $ 50.000      | 14            | Tapijt, indoor    | Bob Hewitt (1) Frew McMillan (1)            | Pierre Barthès Ilie Năstase           | 3-6, 6-4, 6-3        | Details       |
| 24-02-1975 | ABN World Tennis Tournament      |               | $ 60.000      | 16            | Tapijt, indoor    | Bob Hewitt (2) Frew McMillan (2)            | José Higueras Balázs Taróczy          | 6-2, 6-2             | Details       |
| 23-02-1976 | ABN World Tennis Tournament      |               | $ 64.000      | 8             | Tapijt, indoor    | Rod Laver Frew McMillan (3)                 | Arthur Ashe Tom Okker                 | 6-1, 6-7(4), 7-6(5)  | Details       |
| 21-03-1977 | ABN World Tennis Tournament      |               | $ 100.000     | 8             | Tapijt, indoor    | Wojtek Fibak (1) Tom Okker                  | Vijay Amritraj Dick Stockton          | 6-4, 6-4             | Details       |
| 03-04-1978 | ABN World Tennis Tournament      |               | $ 175.000     | 10            | Tapijt, indoor    | Fred McNair Raúl Ramírez                    | Bob Lutz Stan Smith                   | 6-2, 6-3             | Details       |
| 02-04-1979 | ABN World Tennis Tournament      |               | $ 175.000     | 16            | Tapijt, indoor    | Peter Fleming John McEnroe                  | Heinz Günthardt Bernard Mitton        | 6-4, 6-4             | Details       |
| 10-03-1980 | ABN World Tennis Tournament      |               | $ 175.000     | 16            | Tapijt, indoor    | Vijay Amritraj Stan Smith                   | Bill Scanlon Brian Teacher            | 6-4, 6-3             | Details       |
| 16-03-1981 | ABN World Tennis Tournament      |               | $ 175.000     | 16            | Tapijt, indoor    | Fritz Buehning Ferdi Taygan                 | Gene Mayer Sandy Mayer                | 7-6, 1-6, 6-4        | Details       |
| 15-03-1982 | ABN World Tennis Tournament      |               | $ 250.000     | 16            | Tapijt, indoor    | Mark Edmondson Sherwood Stewart             | Fritz Buehning Kevin Curren           | 7-5, 6-2             | Details       |
| 14-03-1983 | ABN World Tennis Tournament      |               | $ 250.000     | 16            | Tapijt, indoor    | Fritz Buehning Tom Gullikson                | Peter Fleming Pavel Složil            | 7-6, 4-6, 7-6        | Details       |
| 12-03-1984 | ABN World Tennis Tournament      |               | $ 250.000     | 16            | Tapijt, indoor    | Kevin Curren Wojtek Fibak (2)               | Fritz Buehning Ferdi Taygan           | 6-4, 6-4             | Details       |
| 18-03-1985 | ABN World Tennis Tournament      |               | $ 250.000     | 16            | Tapijt, indoor    | Tomáš Šmíd Pavel Složil                     | Vitas Gerulaitis Paul McNamee         | 6-4, 6-4             | Details       |
| 24-03-1986 | ABN World Tennis Tournament      |               | $ 250.000     | 16            | Tapijt, indoor    | Stefan Edberg (1) Slobodan Živojinović      | Wojtek Fibak Matt Mitchell            | 2-6, 6-3, 6-2        | Details       |
| 16-03-1987 | ABN World Tennis Tournament      |               | $ 250.000     | 16            | Tapijt, indoor    | Stefan Edberg (2) Anders Järryd (1)         | Chip Hooper Mike Leach                | 3-6, 6-3, 6-4        | Details       |
| 08-02-1988 | ABN World Tennis Tournament      |               | $ 325.000     | 16            | Tapijt, indoor    | Patrik Kühnen Tore Meinecke                 | Magnus Gustafsson Diego Nargiso       | 7-6, 7-6             | Details       |
| 06-02-1989 | ABN World Tennis Tournament      |               | $ 325.000     | 16            | Tapijt, indoor    | Miloslav Mečíř Milan Šrejber                | Jan Gunnarsson Magnus Gustafsson      | 7-6, 6-0             | Details       |
| 26-02-1990 | ABN World Tennis Tournament      | World Series  | $ 450.000     | 16            | Tapijt, indoor    | Leonardo Lavalle Jorge Lozano               | Diego Nargiso Nicolás Pereira         | 6-3, 7-6             | Details       |
| 25-02-1991 | ABN AMRO World Tennis Tournament | World Series  | $ 450.000     | 16            | Tapijt, indoor    | Patrick Galbraith Anders Järryd (2)         | Steve DeVries David Macpherson        | 7-6, 6-2             | Details       |
| 24-02-1992 | ABN AMRO World Tennis Tournament | World Series  | $ 475.000     | 16            | Tapijt, indoor    | Marc-Kevin Goellner David Prinosil          | Paul Haarhuis Mark Koevermans         | 6-2, 6-7, 7-6        | Details       |
| 22-02-1993 | ABN AMRO World Tennis Tournament | World Series  | $ 575.000     | 16            | Tapijt, indoor    | Henrik Holm Anders Järryd (3)               | David Adams Andrej Olchovski          | 6-4, 7-6             | Details       |
| 21-02-1994 | ABN AMRO World Tennis Tournament | World Series  | $ 575.000     | 16            | Tapijt, indoor    | Jeremy Bates Jonas Björkman (1)             | Jacco Eltingh Paul Haarhuis           | 6-4, 6-1             | Details       |
| 27-02-1995 | ABN AMRO World Tennis Tournament | World Series  | $ 575.000     | 16            | Tapijt, indoor    | Martin Damm (1) Anders Järryd (4)           | Tomás Carbonell Francisco Roig        | 6-3, 6-2             | Details       |
| 04-03-1996 | ABN AMRO World Tennis Tournament | World Series  | $ 725.000     | 16            | Tapijt, indoor    | David Adams (1) Marius Barnard              | Hendrik Jan Davids Cyril Suk          | 6-3, 5-7, 7-6        | Details       |
| 03-03-1997 | ABN AMRO World Tennis Tournament | World Series  | $ 725.000     | 16            | Tapijt, indoor    | Jacco Eltingh (1) Paul Haarhuis (1)         | Libor Pimek Byron Talbot              | 7-6(5), 6-4          | Details       |
| 02-03-1998 | ABN AMRO World Tennis Tournament | Int. Series   | $ 725.000     | 16            | Tapijt, indoor    | Jacco Eltingh (2) Paul Haarhuis (2)         | Neil Broad Piet Norval                | 7-6, 6-3             | Details       |
| 15-02-1999 | ABN AMRO World Tennis Tournament | Series Gold   | $ 725.000     | 16            | Tapijt, indoor    | David Adams (2) John-Laffnie de Jager (1)   | Neil Broad Peter Tramacchi            | 6-7(5), 6-3, 6-4     | Details       |
| 14-02-2000 | ABN AMRO World Tennis Tournament | Series Gold   | $ 750.000     | 16            | Hardcourt, indoor | David Adams (3) John-Laffnie de Jager (2)   | Tim Henman Jevgeni Kafelnikov         | 5-7, 6-2, 6-3        | Details       |
| 19-02-2001 | ABN AMRO World Tennis Tournament | Series Gold   | $ 750.000     | 16            | Hardcourt, indoor | Jonas Björkman (2) Roger Federer (1)        | Petr Pála Pavel Vízner                | 6-3, 6-0             | Details       |
| 18-02-2002 | ABN AMRO World Tennis Tournament | Series Gold   | $ 713.000     | 16            | Hardcourt, indoor | Roger Federer (2) Maks Mirni                | Mark Knowles Daniel Nestor            | 4-6, 6-3, [10-4]     | Details       |
| 17-02-2003 | ABN AMRO World Tennis Tournament | Series Gold   | $ 800.000     | 16            | Hardcourt, indoor | Wayne Arthurs Paul Hanley (1)               | Roger Federer Maks Mirni              | 7-6(4), 6-2          | Details       |
| 16-02-2004 | ABN AMRO World Tennis Tournament | Series Gold   | $ 850.505     | 16            | Hardcourt, indoor | Paul Hanley (2) Radek Štěpánek              | Jonathan Erlich Andy Ram              | 5-7, 7-6(5), 7-5     | Details       |
| 14-02-2005 | ABN AMRO World Tennis Tournament | Series Gold   | $ 900.000     | 16            | Hardcourt, indoor | Jonathan Erlich Andy Ram                    | Cyril Suk Pavel Vízner                | 6-4, 4-6, 6-3        | Details       |
| 20-02-2006 | ABN AMRO World Tennis Tournament | Series Gold   | $ 900.000     | 16            | Hardcourt, indoor | Paul Hanley (3) Kevin Ullyett               | Jonathan Erlich Andy Ram              | 7-6(4), 7-6(2)       | Details       |
| 19-02-2007 | ABN AMRO World Tennis Tournament | Series Gold   | $ 900.000     | 16            | Hardcourt, indoor | Martin Damm (2) Leander Paes                | Andrei Pavel Alexander Waske          | 6-3, 6-7(5), [10-7]  | Details       |
| 18-02-2008 | ABN AMRO World Tennis Tournament | Series Gold   | € 803.000     | 16            | Hardcourt, indoor | Tomáš Berdych Dmitri Toersoenov             | Philipp Kohlschreiber Michail Joezjny | 7-5, 3-6, [10-7]     | Details       |
| 09-02-2009 | ABN AMRO World Tennis Tournament | ATP 500       | € 1.150.000   | 16            | Hardcourt, indoor | Daniel Nestor (1) Nenad Zimonjić (1)        | Lukáš Dlouhý Leander Paes             | 6-2, 7-5             | Details       |
| 08-02-2010 | ABN AMRO World Tennis Tournament | ATP 500       | € 1.150.000   | 16            | Hardcourt, indoor | Daniel Nestor (2) Nenad Zimonjić (2)        | Simon Aspelin Paul Hanley             | 6-4, 4-6, [10-7]     | Details       |
| 07-02-2011 | ABN AMRO World Tennis Tournament | ATP 500       | € 1.150.000   | 16            | Hardcourt, indoor | Jürgen Melzer Philipp Petzschner            | Michaël Llodra Nenad Zimonjić         | 6-4, 3-6, [10-5]     | Details       |
| 13-02-2012 | ABN AMRO World Tennis Tournament | ATP 500       | € 1.207.500   | 16            | Hardcourt, indoor | Michaël Llodra (1) Nenad Zimonjić (3)       | Robert Lindstedt Horia Tecău          | 4-6, 7-5, [16-14]    | Details       |
| 11-02-2013 | ABN AMRO World Tennis Tournament | ATP 500       | € 1.267.875   | 16            | Hardcourt, indoor | Robert Lindstedt Nenad Zimonjić (4)         | Thiemo de Bakker Jesse Huta Galung    | 5-7, 6-3, [10-8]     | Details       |
| 10-02-2014 | ABN AMRO World Tennis Tournament | ATP 500       | € 1.369.305   | 16H/3Q        | Hardcourt, indoor | Michaël Llodra (2) Nicolas Mahut (1)        | Jean-Julien Rojer Horia Tecău         | 6-2, 7-6(4)          | Details       |
| 09-02-2015 | ABN AMRO World Tennis Tournament | ATP 500       | € 1.478.850   | 16H/4Q        | Hardcourt, indoor | Jean-Julien Rojer Horia Tecău               | Jamie Murray John Peers               | 3-6, 6-3, [10-8]     | Details       |
| 08-02-2016 | ABN AMRO World Tennis Tournament | ATP 500       | € 1.597.155   | 16H/4Q        | Hardcourt, indoor | Nicolas Mahut (2) Vasek Pospisil            | Philipp Petzschner Alexander Peya     | 7-6(2), 6-4          | Details       |
| 13-02-2017 | ABN AMRO World Tennis Tournament | ATP 500       | € 1.724.930   | 16H/4Q        | Hardcourt, indoor | Ivan Dodig Marcel Granollers                | Wesley Koolhof Matwé Middelkoop       | 7-6(5), 6-3          | Details       |
| 18-02-2018 | ABN AMRO World Tennis Tournament | ATP 500       | € 1.862.925   | 16H/4Q        | Hardcourt, indoor | Pierre-Hugues Herbert (1) Nicolas Mahut (3) | Oliver Marach Mate Pavić              | 2-6, 6-2, [10-7]     | Details       |
| 17-02-2019 | ABN AMRO World Tennis Tournament | ATP 500       | € 1.961.160   | 16H/4Q        | Hardcourt, indoor | Jérémy Chardy Henri Kontinen                | Jean-Julien Rojer Horia Tecău         | 7-6(5), 7-6(4)       | Details       |
| 16-02-2020 | ABN AMRO World Tennis Tournament | ATP 500       | € 2.013.855   | 16H/4Q        | Hardcourt, indoor | Pierre-Hugues Herbert (2) Nicolas Mahut (4) | Henri Kontinen Jan-Lennard Struff     | 7-6(5), 4-6, [10-7]  | Details       |
| 07-03-2021 | ABN AMRO World Tennis Tournament | ATP 500       | € 1.117.900   | 16H/4Q        | Hardcourt, indoor | Nikola Mektić (1) Mate Pavić                | Kevin Krawietz Horia Tecău            | 7-6(7), 6-2          | Details       |
| 13-02-2022 | ABN AMRO World Tennis Tournament | ATP 500       | € 1.208.315   | 16H/4Q        | Hardcourt, indoor | Robin Haase Matwé Middelkoop                | Lloyd Harris Tim Pütz                 | 4-6, 7-6(5), [10-5]  | Details       |
| 19-02-2023 | ABN AMRO Open                    | ATP 500       | € 2.074.505   | 16H/4Q        | Hardcourt, indoor | Ivan Dodig (2) Austin Krajicek              | Rohan Bopanna Matthew Ebden           | 7-6(5), 2-6, [12-10] | Details       |
| 18-02-2024 | ABN AMRO Open                    | ATP 500       | € 2.134.985   | 16H/4Q        | Hardcourt, indoor | Wesley Koolhof Nikola Mektić (2)            | Robin Haase Botic van de Zandschulp   | 6-3, 7-5             | Details       |
| 09-02-2025 | ABN AMRO Open                    | ATP 500       | €2.401.550    | 32H/16Q       | Hardcourt, indoor | Simone Bolelli Andrea Vavassori             | Sander Gillé Jan Zieliński            | 6–2, 4–6, [10–6]     | Details       |

## Statistieken

### Meeste enkelspeltitels
| Aantal titels | Speler           | Jaren            |
| ------------- | ---------------- | ---------------- |
| 3             | Arthur Ashe      | 1976, 1975, 1972 |
| 3             | Roger Federer    | 2018, 2012, 2005 |
| 2             | Jimmy Connors    | 1981, 1978       |
| 2             | Stefan Edberg    | 1988, 1987       |
| 2             | Richard Krajicek | 1997, 1995       |
| 2             | Nicolas Escudé   | 2002, 2001       |
| 2             | Robin Söderling  | 2011, 2010       |
| 2             | Gael Monfils     | 2019, 2020       |

(Bijgewerkt t/m 2024)

### Meeste enkelspeltitels per land
| Aantal titels | Land                |
| ------------- | ------------------- |
| 9             | Verenigde Staten    |
| 7             | Zweden              |
| 7             | Frankrijk           |
| 6             | Zwitserland         |
| 4             | Nederland           |
| 3             | Rusland             |
| 2             | Argentinië          |
| 2             | Tsjechië            |
| 2             | Duitsland           |
| 2             | Italië              |
| 1             | Kroatië             |
| 1             | Wit-Rusland         |
| 1             | Australië           |
| 1             | Verenigd Koninkrijk |
| 1             | Slowakije           |
| 1             | Canada              |
| 1             | Spanje              |

(Bijgewerkt t/m 2025)

### Enkel- en dubbelspeltitel in hetzelfde jaar
| Tennisser     | Jaar |
| ------------- | ---- |
| Stefan Edberg | 1987 |

### Baansnelheid
| Court Pace Index                                     |
| ---------------------------------------------------- |
|                                                      |
| ■ Traag ■ Medium traag ■ Medium ■ Medium snel ■ Snel |

Bron: The Racquet Court Speed Data, @Vestige_du_jour Twitter

### Toeschouwersaantallen
| Jaar | Toeschouwers  |      | Jaar   | Toeschouwers |         | Jaar | Toeschouwers |  | Jaar | Toeschouwers |
| ---- | ------------- | ---- | ------ | ------------ | ------- | ---- | ------------ |  | ---- | ------------ |
| 1972 |               |      | 1985   | 50.073       |         | 1998 | 93.221       |  | 2011 | 106.258      |
| 1973 | Geen toernooi | 1986 | 58.030 | 1999         | 96.049  | 2012 | 115.894      |  |      |              |
| 1974 | 41.946        | 1987 | 66.982 | 2000         | 95.851  | 2013 | 116.354      |  |      |              |
| 1975 | 47.242        | 1988 | 58.000 | 2001         | 95.228  | 2014 | 102.123      |  |      |              |
| 1976 | 36.702        | 1989 | 65.660 | 2002         | 89.421  | 2015 | 102.481      |  |      |              |
| 1977 | 32.524        | 1990 | 72.192 | 2003         | 85.904  | 2016 | 114.399      |  |      |              |
| 1978 | 45.866        | 1991 | 83.301 | 2004         | 104.739 | 2017 | 113.837      |  |      |              |
| 1979 | 53.088        | 1992 | 91.985 | 2005         | 108.030 | 2018 | 122.846      |  |      |              |
| 1980 | 43.301        | 1993 | 91.788 | 2006         | 101.080 | 2019 | 111.086      |  |      |              |
| 1981 | 50.053        | 1994 | 85.255 | 2007         | 93.042  | 2020 | 108.036      |  |      |              |
| 1982 | 52.669        | 1995 | 92.226 | 2008         | 104.960 | 2021 | 0            |  |      |              |
| 1983 | 56.561        | 1996 | 94.585 | 2009         | 107.080 | 2022 | 14.282       |  |      |              |
| 1984 | 58.958        | 1997 | 94.982 | 2010         | 106.106 | 2023 |              |  |      |              |